# Indicativo di chiamata
Nelle comunicazioni radio e nelle trasmissioni radio commerciali, l'indicativo di chiamata (o call sign in inglese), conosciuto anche meno comunemente come identificativo radio, è un codice di denominazione di una stazione. I codici sono utilizzati in aeronautica, nei trasporti marittimi, dalle Forze armate, dai radioamatori, e in alcuni Stati (come in Nord America) anche dalle emittenti radio commerciali.
Un indicativo di chiamata può essere assegnato formalmente da un'agenzia governativa, essere assunto informalmente da una persona o un'organizzazione o persino essere codificato crittograficamente per nascondere l'identità della stazione. 
L'uso degli indicativi di chiamata risale al sistema telegrafico con linea fissa delle ferrovie. Poiché c'era una sola linea telegrafica che collegava tutte le stazioni ferroviarie, c'era bisogno di un modo per riferirsi a uno di esse quando si mandava un telegramma. Per risparmiare tempo, venivano utilizzati a tal scopo degli identificatori formati da due lettere. Si proseguì ad utilizzare questo metodo nelle operazioni di telegrafia senza fili; le aziende radio inizialmente assegnarono identificatori di due lettere alle stazioni costiere e alle stazioni sulle navi in mare. Questi non erano unici globalmente, per cui fu aggiunto successivamente un identificatore dell'azienda di una lettera (ad esempio, "M" e due lettere per una stazione della Marconi Wireless Corporation). Entro il 1912 la necessità d'identificare velocemente le stazioni utilizzate da varie aziende in varie nazioni richiedeva l'adozione di uno standard internazionale; si sarebbe utilizzato un prefisso ITU per identificare la nazione, e il resto dell'indicativo di chiamata per identificare una singola stazione in quella nazione.